# Água Branca (Paraíba)
Água Branca è un comune del Brasile nello Stato del Paraíba, parte della mesoregione del Sertão Paraibano e della microregione della Serra do Teixeira.